# El Atrancón
El Atrancón är en ort i Mexiko.   Den ligger i kommunen Aquila och delstaten Michoacán de Ocampo, i den södra delen av landet, 400 km väster om huvudstaden Mexico City. El Atrancón ligger 38 meter över havet och antalet invånare är 194.
Terrängen runt El Atrancón är kuperad åt nordost, men åt sydväst är den platt. Havet är nära El Atrancón åt sydväst.  Närmaste större samhälle är Huahua, 13,9 km väster om El Atrancón.